# Symphlebia haenkei
Symphlebia haenkei är en fjärilsart som beskrevs av Daniel 1952. Symphlebia haenkei ingår i släktet Symphlebia och familjen björnspinnare. Inga underarter finns listade i Catalogue of Life.